# Harumi Honda
Harumi Honda –en japonés, 本田晴美, Honda Harumi– (12 de noviembre de 1963) es un deportista japonés que compitió en ciclismo en la modalidad de pista. Ganó una medalla de oro en el Campeonato Mundial de Ciclismo en Pista de 1987, en la prueba de keirin.

## Medallero internacional
| Campeonato Mundial | Campeonato Mundial | Campeonato Mundial | Campeonato Mundial |
| Año                | Lugar              | Medalla            | Competición        |
| ------------------ | ------------------ | ------------------ | ------------------ |
| 1987               | Viena (Austria)    | Medalla de oro     | Keirin (P)         |